# Republika.rs
Republika.rs je srbijansko digitalno izdanje dnevnih novina Srpski telegraf, pokrenuto 15. rujna 2017. sa sjedištem u Beogradu. Republika.rs je u vlasništvu privatne srbijanske tvrtke "Medijska mreža", koja je osnivač i dnevne novine "Srpski telegraf".
Republika je objavila dosta ekskluzivnih priča i deklarira se kao neovisni domaći medij. Sadržaj s portala prenosili su i neki svjetski mediji, CNN, Dailymail, Marca, Transfermarkt, Sportbuzzer i drugi.
Portal objavljuje najnovije vijesti i međunarodne vijesti iz cijelog svijeta. Oni pokrivaju sva područja publikacija iz politike, ekonomije, društava, crnih kronika, sporta, zabave, estrade, show business i još mnogo toga. Informativni portal objavljuje autorske tekstove iz svog tiskanog izdanja i pokriva širok raspon članaka u srpskom jeziku, a od 2021. godine objavljuje povremene vijesti u odjeljku "Top News" (hrv. Top vijesti) na engleskom jeziku.
Portal objavljuje vijesti, videozapise i lokalno izvješća iz Beograda i drugih gradova u Srbiji. Vijesti iz susjednih zemalja Crne Gore, Bosne i Hercegovine, Hrvatske, jugoistočne Europe, Europske unije, Rusije, SAD-a i drugih zemalja u kojima živi srpska dijaspora.

## Povijest
Portal Republike.rs je lansiran 540 dana nakon izlaza iz tiskanog izdanja dnevnih novina. Portal je lansiran iz istog tima dugih novinara Milana Lađevića i Saša Milanovića, koji su također pokrenuli tiskano izdanje.
Tijekom osnivanja 2017. godine, položaj glavnog urednika obavio je Branislav Jovanović. Nakon unutarnje reorganizacije tvrtke u 2021. godini, Katarina Martić je došla na ravnatelja, a funkcija glavnog urednika obavila je Natalija Atanacković.

## Povezane publikacije i usluge

### Mobilna aplikacija
Republika također ima mobilne aplikacije Android, IOS i EMUI verzije operativnih sustava za Android, Apple i Huawei uređaje.
Mobilna aplikacija je u svim trgovinama snimljenim u kategoriji Vijesti | Časopisi.
| Trgovina aplikacijama                                  | Verzija  | Br. verzije  | Datum      |
| Google Play store                                      | Trenutno | 2.0.8        | 21.01.2022 |
| Google Play store                                      | Prvi     | 1.1.1        | 28.09.2017 |
| Apple iTunes Store                                     | Trenutno | 2.0.4        | 22.12.2021 |
| Apple iTunes Store                                     | Prvi     | 1.0          | 2.11.2017  |
| Huawei AppGallery                                      | Trenutno | 2.0.8-huawei | 21.01.2022 |
| Huawei AppGallery                                      | Prvi     | 2.0.4-huawei | 09.09.2021 |
| Podacima iz tablice pristupljeno je 26. siječnja 2022. |          |              |            |

### Magazin
15. listopada 2021. Republika je započela svoju prvi online časopis o modernom načinu života (eng. Lifestyle) "Sretna Republika". Sadržaj časopisa prilagođen je ženskoj i muškoj čitačkoj populaciji u dobi od 16 i više godina.
Sekcije: Zdravlje | Ljubav | VIP vijest | Ljepota | Dom i kuhinju | Astro kutak | Kviz osobnosti | Putovati | Ljubimac | Kultura
Sadržaj časopisa Sretna Republika također je dostupna putem mobilne aplikacije u trenutnim verzijama.

### Video produkcija
Republika je 1. lipnja 2021. također pokrenula vlastitu video produkciju.
Unutar video produkcije nalazi se multimedijski studio u svrhu snimanja i postprodukcije različitih Full HD i 4K formata. Multimedijalni studio posjeduje nekoliko scena s raznim krajolikom za snimanje TV emisija, koji se emitira na jutjub kanalu Republike.
| Ime                                     | Trajanje | Epizoda | Emitiranje    |
| "U trendu s Republikom"                 | 5 minuta. | 8       | YouTube kanal |
| "U trendu s Republikom"                 | Tekuće priče i teme s vrha popisa trending u Srbiji i regiji autor i voditelj emisije Marko Pantić s poznatim gostima iz javnog života Srbije. |         |               |
| "Osobno s..."                           | 5 minuta. | 11      | YouTube kanal |
| "Osobno s..."                           | Poznate osobe odgovaraju na 30 različitih intimnih pitanja, neka od njih postavljaju prvi put u životu. |         |               |
| "Minsko polje s Jovanom Ljubisavljević" | 35 min. | 18      | YouTube kanal |
| "Minsko polje s Jovanom Ljubisavljević" | Reality show "Zadruga" iz drugog kuta, koju predstavlja bivša sudionica " Zadruge 4 " - Jovana Ljubisavljević s gostima iz obitelji sadašnjih sudionika reality showa "Zadruga 5" ili vrsnim poznavateljima ovog formata programa.                                 |         |               |
| "Minsko polje s Minom Vrbaški"          | 35 min. | 18      | YouTube kanal |
| "Minsko polje s Minom Vrbaški"          | Reality show "Zadruga" iz drugog kuta koju predstavljaju bivši sudionik " Zadruga 4", " Zadruga 3 ", "Zadruga 2", "Zadruga 1" - Minom Vrbaški s gostima iz obitelji sadašnjih sudionika reality showova " Zadruga 5" ili vrsni poznavatelji programa ovog formata. |         |               |

### Ekskluzivni audio zapisi
Republika.rs je na jutjub kanalu i portalu 1. lipnja 2021. godine, isključivo objavila dokumentarni niz sedam epizoda pripovijeđenih audio zapisa Veljka Belivuka, čelnika kriminalne skupine "Principi" i srbijanske podružnice "Kavačkog klana". U objavljenim audio zapisima, Belikvuk je govorio o drogama, političarima, uhićenju, likvidacijama, navijačima i preuzimanju južnog foruma, nogometaša i poznatog bunkera na stadionu Partizan.
Dokumentarna seriju radio je Vojislav Tufegdžić, jedan od autora slavnog dokumentarnog filma o podzemlju "Vidimo se u čitulji".

## Defincije
1. ↑  Republika je multiplatforska medijska mreža, koja se bavi najatraktivnijim oblikom sadržaja i koji gradi najmoprimljivu sliku za rastuću "varijabilnu" digitalnu publiku.

## Književnost
1. ↑  Doyle, Gillian. 2015. Multi-platform media and the miracle of the loaves and fishes. Taylor & Francis. str. 49–65